# Resurse
En resurse (staves også ressource) er en kilde eller et aktiv, der kan udnyttes til at fremskaffe en fordel i en given sammenhæng. Resurser er typisk materialer, energi, tjenester, viden eller andre aktiver, som kan transformeres til at tjene et formål og evt. blive opbrugt i løbet af processen. Mange resurser er naturresurser, dvs. de findes i naturen uafhængigt af mennesket, selvom mennesker ofte i generationer har udnyttet og derigennem modificeret den pågældende resurse (f.eks. via planteavl eller husdyrhold). Fra et menneskeligt synspunkt er en naturresurse alt, der stammer fra det omgivende miljø, som hjælper til med at tilfredsstille menneskelige behov og ønsker. Fra et bredere biologisk eller økologisk synsvinkel er en resurse noget, der tilfredsstiller en levende organismes behov.
Resurser har tre væsentlige karakteristika: Nytte (anvendelsesmuligheder), knaphed (dvs. resursen findes kun i en begrænset mængde på et givet tidspunkt) og potentiel udtømning.
Begrebet resurse anvendes i mange forskellige sammenhænge, således inden for økonomi, biologi, økologi, datalogi og management.

## Økonomiske resurser
Inden for økonomi defineres en resurse som en tjeneste eller et andet aktiv, der bruges til at fremstille gode, der imødekommer menneskelige behov og ønsker. Økonomi er selv blevet defineret som studiet af, hvordan samfundet allokerer sine knappe resurser.

## Biologiske resurser
Inden for biologi og økologi defineres en resurse som en substans, der er nødvendig for en levende organisme for at få en normal udvikling og formering. Resurser som mad, vand og territorier kan forbruges af en organisme og dermed blive utilgængelig for andre organismer.

## Økonomiske kontra biologiske resurser
Der er tre fundamentale forskelle mellem den økonomiske og den økologiske begrebsbrug. Fro det første er den økonomiske definition menneskecentreret (antropocentrisk), mens den biologiske/økologiske definition er naturcentreret (biocentrisk) For det andet inkluderer den økonomiske synsvinkel ønsker, der er bredere end behov, mens den biologiske synsvinkel drejer sig om grundlæggende biologiske behov. For det tredje er økonomiske systemer typisk baseret på markeder, hvor varer og tjenester udveksles, oftest ved hjælp afpenge, mens biologiske systemer baserer sig på naturlige processer som vækst, livs-opretholdelse og formering.

## Computer-resurser
Inden for datalogi er en resurse enhver fysisk eller virtuel komponent af begrænset rådighed inden for en computer eller et informationssystem. Computerresurser omfatter mider til input, processering, output, kommunikation og lagring.

## Menneskelige resurser
Mennesker kan også betragtes som resurser i kraft af det arbejde, de udfører. Begrebet menneskelig resurse - eller synonymet "humankapital" - kan defineres som de færdigheder, energi, talent, evner og viden som mennesker anvender, ikke mindst i fremstillingen af varer eller frembringelsen af tjenester.
I en management-sammenhæng bruges den engelske udgave human resource (oftest forkortet HR) om håndteringen af de ansatte i en virksomhed. Human resource management kan altså oversættes som personaleadministration.

## Kapital eller infrastruktur
Kapital refererer til allerede producerede varige goder, der selv kan bruges i produktionen af varer og tjenester. Bygninger, maskiner og transportmidler er således alle eksempler på (fysiske) kapitalgoder. Sådanne kapitalgoder udgør også en resurse, som typisk nedslides langsomt.

## Materielle og immaterielle resurser
Mange resurser, således råvarer og traditionelle kapitalgoder, har en egentlig fysisk komponent; men resurser kan også være af immateriel art som eksempelvis en virksomheds omdømme, goodwill, varemærker og andre former for intellektuel ejendomsret.